# Industry (Maine)
Industry es un pueblo ubicado en el condado de Franklin en el estado estadounidense de Maine. En el Censo de 2010 tenía una población de 929 habitantes y una densidad poblacional de 11,58 personas por km².

## Geografía
Industry se encuentra ubicado en las coordenadas 44°45′4″N 70°2′57″O / 44.75111, -70.04917. Según la Oficina del Censo de los Estados Unidos, Industry tiene una superficie total de 80.23 km², de la cual 77.04 km² corresponden a tierra firme y (3.97%) 3.19 km² es agua.

## Demografía
Según el censo de 2010, había 929 personas residiendo en Industry. La densidad de población era de 11,58 hab./km². De los 929 habitantes, Industry estaba compuesto por el 97.2% blancos, el 0.11% eran afroamericanos, el 0.22% eran amerindios, el 0.11% eran asiáticos, el 0% eran isleños del Pacífico, el 0% eran de otras razas y el 2.37% pertenecían a dos o más razas. Del total de la población el 0.43% eran hispanos o latinos de cualquier raza.